# 찰스 톰슨 리스 윌슨
찰스 톰슨 리스 윌슨(Charles Thomson Rees Wilson, CH, FRS, 1869년 2월 14일~1959년 11월 15일)은 영국의 실험물리학자이다. 케임브리지 대학 물리학 교수를 지냈으며, 기체 전리에 관한 연구를 한 끝에 1911년 윌슨의 안개 상자를 발명하여 원자핵과 우주선의 발달에 공을 세웠다. 또한, 번개의 전기적 구조에 있어서 '높은 곳은 양, 낮은 곳은 음의 전기를 띠고 있다'는 설을 세웠다. 1927년 아서 콤프턴과 함께 노벨 물리학상을 받았다.

## 서훈
- 1937년 컴패니언 오브 아너(Order of the Companions of Honour, CH)